# Wapen van Diest

Het wapen van Diest sinds 1986.

Het Wapen van Diest is het heraldisch wapen van de Belgische gemeente Diest. Het wapen werd voor het eerst op 21 januari 1824 door de Hoge Raad van Adel tijdens het Verenigd Koninkrijk der Nederlanden toegekend, voor een tweede maal op 19 oktober 1840 bevestigd en ten slotte voor een derde maal op 8 juli 1986 in een licht gewijzigde omschrijving herbevestigd.

## Geschiedenis
Het wapen is gebaseerd op dat van de vroegste heren van Diest, wiens wapen sinds de 13e eeuw bekend was, en dat in de 16e eeuw van twee dwarsbalken van sabel op een gouden veld naar twee dwarsbalken van sabel op een zilver veld werd gewijzigd. Het oudst gekende zegel van de stad Diest dateert uit 1249 en toont een toren geflankeerd door twee kleine torens. Een latere zegel, vermoedelijk uit de vroege 14e eeuw toont de torens met toevoeging van het wapen van de heren van Diest, terwijl het contrazegel enkel het wapen van de heren van Diest draagt. Vanaf dan schijnt Diest steeds dit laatste wapen te hebben gevoerd.

## Blazoen
Het huidige wapen heeft de volgende blazoenering:
In zilver twee dwarsbalken van sabel. Het schild getopt met een kroon met vijf fleurons van goud en gehouden door twee griffioenen van hetzelfde. Het geheel op een grasgrond geplaatst.